# Companhia dos Padres de São Sulpício
A Companhia dos Padres de São Sulpício (em latim: Societas Presbyterorum a Sancto Sulpitio) é uma sociedade de vida apostólica de direito pontifício, criado a partir de religiosos que serviam na Igreja de São Sulpício em Paris, pelo padre Jean-Jacques Olier.

## Origem
Padre Jean Jacques Olier queria reformar o clero, e, eventualmente, a Igreja na França, fornecendo uma sólida formação para os sacerdotes. Como resultado, o Padre Olier estabeleceu um pequeno seminário nos arredores de Paris, em 1641. Depois de ser nomeado pároco da Igreja de São Sulpício, em Paris, mudou o seminário para a paróquia e convidou vários outros sacerdotes a se juntar a ele e a "Companhia dos Padres de São Sulpício" foi estabelecida.
Um século e meio depois, nos Estados Unidos, o sucesso dos sulpicianos franceses na formação no seminário foi notado pelo Rev. John Carroll, o primeiro bispo dos Estados Unidos. Havia apenas 35 sacerdotes ministrando aos 30.000 católicos nos Estados Unidos em 1790. Bispo Carroll solicitou que os sulpicianos fossem para os Estados Unidos e estabelecessem um seminário com sua sede da cidade de Baltimore. O Seminário de São Sulpício, mais tarde renomeado Seminário de Santa Maria, foi inaugurado em 1791.
A companhia foi aprovada civilmente por Luís XVIII da França em 3 de abril de 1816 e em 1863 o Papa Pio IX confirmou a aprovação de 1664. A aprovação final da Santa Sé veio em 8 de julho de 1931.

## Atuação
É uma associação de padres diocesanos. Assim, permanecem incardinados às próprias dioceses de origem e recebem a permissão dos bispos diocesanos para fazer um compromisso permanente com o carisma sulpiciano.
Tendo seu início em Paris, os sulpicianos no mundo estão divididos em três províncias: França, Canadá e Estados Unidos. No início, Padre Olier enviou sulpicianos para a Nova França na metade do século XVII. A Companhia sempre se preocupou com o trabalho missionário, dessa forma, atualmente a província da França também tem membros trabalhando no Vietnã e na África francófona. A província do Canadá tem membros trabalhando no Japão e na América Latina, especialmente no Brasil (Brasília e Crato) e na Colômbia. A Província Americana trabalha também com países africanos anglófonos.

## Prelados sulpicianos

### Cardeal
- Marc Ouellet

### Arcebispos
- Joseph Pierre Aimé Marie Doré
- Alberto Giraldo Jaramillo
- Émilius Goulet
- Émile Marcus
- Joseph Mitsuaki Takami

### Bispos
- Timothée Bodika Mansiyai
- José Moko Ekanga
- Héctor Epalza Quintero
- Lionel Gendron
- Paul Nguyễn Bình Tĩnh
- Alphonse Nguyễn Hữu Long
- Gaston Élie Poulain
- Georges Pierre Soubrier
- Gérard Tremblay

## Superior Geral
O superior geral foi ou é:
1. Jean-Jacques Olier (1642-1657)
2. Alexandre Le Ragois de Bretonvilliers (1657-1676)
3. Louis Tronson (1676-1700)
4. François Leschassier (1700-1725)
5. Charles Maurice Le Peletier (1725-1731)
6. Jean Cousturier (1731-1770)
7. Claude Bourachot (1770-1777)
8. Pierre Le Gallic (1777-1782)
9. Jacques-André Émery (1782-1811)
10. Antoine du Pouget Duclaux (1814-1826)
11. Antoine Garnier (1826-1845)
12. Louis de Courson (1845-1850)
13. Joseph Carriere (1850-1864)
14. Michel Caval (1864-1875)
15. Henri-Joseph Icard (1875-1893)
16. Arthur Captier (1894-1901)
17. Jules-Joseph Lebas (1901-1904)
18. Pierre-Henri Garriguet (1904-1929)
19. Jean Verdier (1929-1940)
20. Pierre Boisard (1945-1952)
21. Pierre Girard (1952-1966)
22. Jean-Baptiste Brunon (1966-1972)
23. Constant Bouchaud (1972-1984)
24. Raymond Deville (1984-1996)
25. Lawrence B. Terrien (1996-2008)
26. Ronald D. Witherup (2008-2022)
27. Shayne Craig (desde 2022)